# 전설의 맛
《전설의 맛》은 대한민국의 TV조선에서 방영한 요리 다큐멘터리 프로그램이다.

## 방송 시간
- 2013년 5월 3일 ~ 2013년 6월 18일 (종영) : 매주 금요일 오후 8시 40분